# Astronesthes similus
Astronesthes similus – gatunek morskiej ryby głębinowej z rodziny wężorowatych (Stomiidae). Występuje w centralnej części zachodniego Atlantyku. Osiąga do 15 cm długości.